# Mastilius croceipennis
Mastilius croceipennis là một loài bọ cánh cứng trong họ Mycteridae. Loài này được Fairmaire miêu tả khoa học năm 1901.